# Bundesautobahn 648
Bundesautobahn 648 (em português: Auto-estrada Federal 648) ou A 648, é uma auto-estrada na Alemanha.
A Bundesautobahn 648 tem 6 km de comprimento.

## Estados
Estados percorridos por esta auto-estrada:
- Hessen